# Königslutter (gemeindefreies Gebiet)

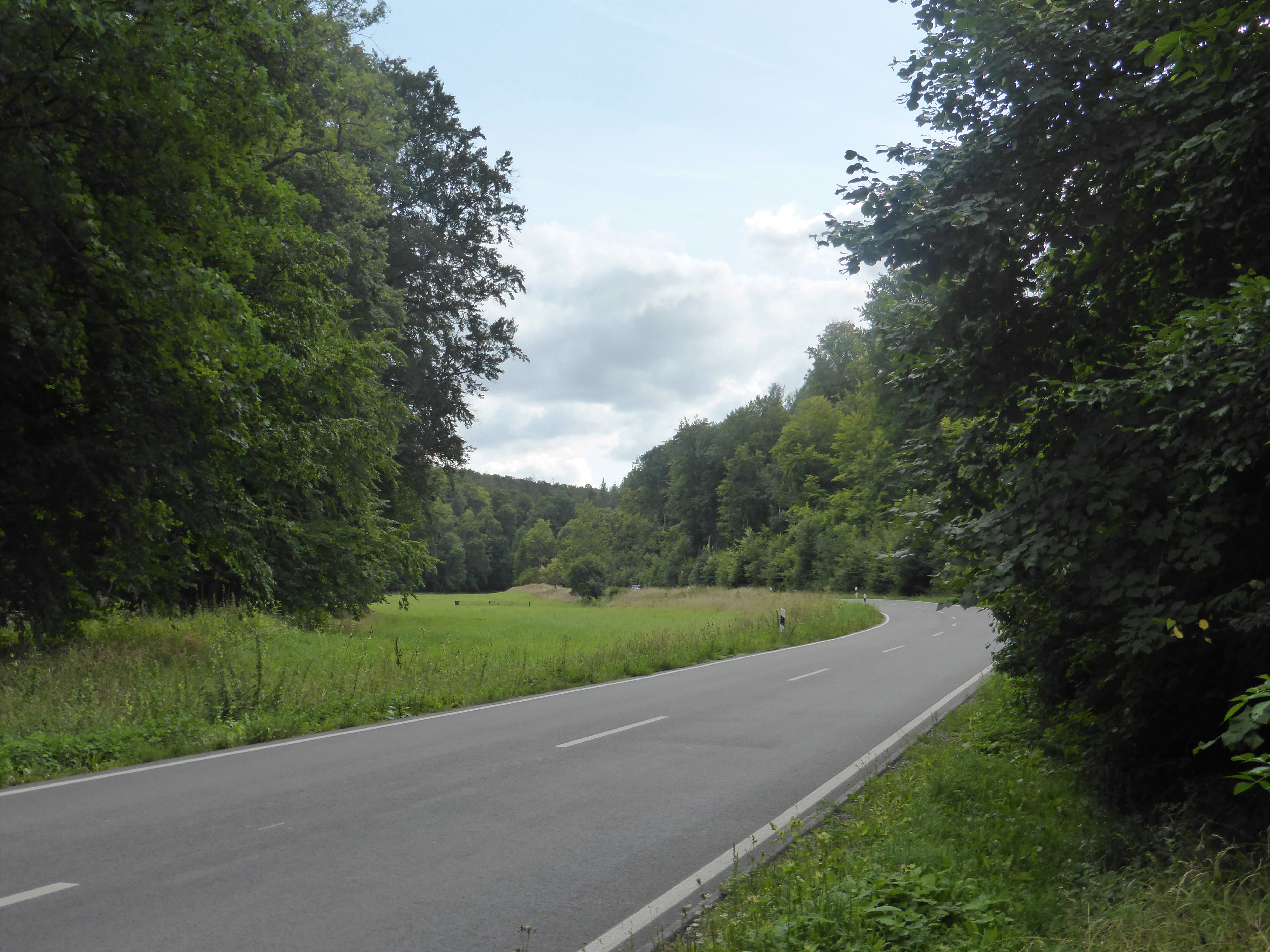
Luttertal im gemeindefreien Gebiet Königslutter

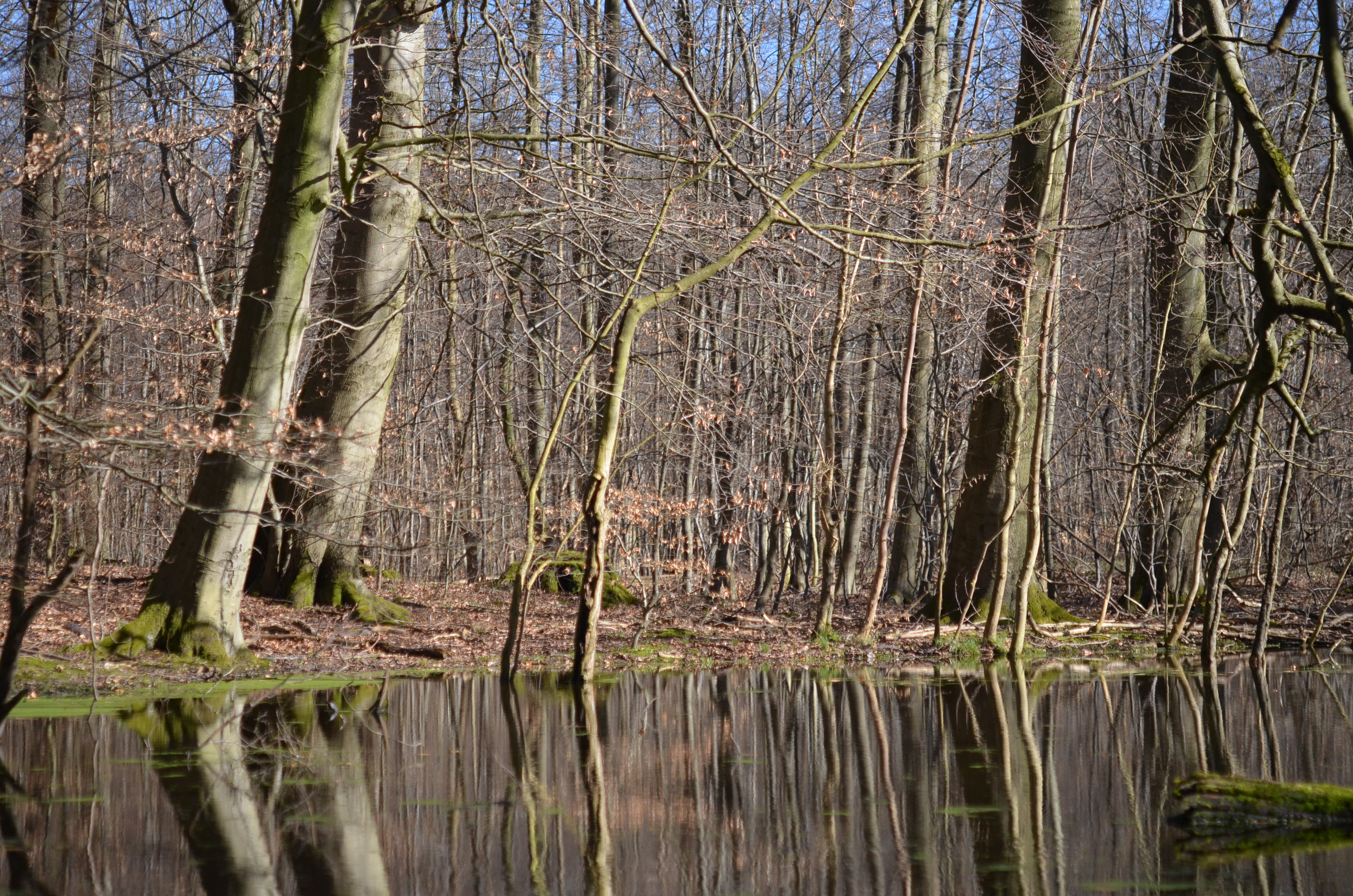
Erdfall Gütte im gemeindefreien Gebiet Königslutter

Das gemeindefreie Gebiet Königslutter ist eines von fünf gemeindefreien Gebieten im Landkreis Helmstedt, Niedersachsen. Der Name des Gebietes leitet sich von der angrenzenden Stadt Königslutter am Elm ab.
Es hat eine Fläche von 8,90 km² und grenzt im Uhrzeigersinn im Norden und Osten an die Stadt Königslutter am Elm im gleichen Landkreis. Im Süden und Westen besteht eine Grenze zur Stadt Schöppenstedt, zum gemeindefreien Gebiet Am Großen Rhode, sowie zur Gemeinde Kneitlingen im Landkreis Wolfenbüttel. Das Gebiet umfasst neben einem größeren Teil auch eine Exklave, welche vollständig von der Stadt Königslutter am Elm umschlossen wird.
Das gemeindefreie Gebiet ist unbewohnt. Aus statistischen Gründen führt es jedoch den Amtlichen Gemeindeschlüssel 03 1 54 503.